# Astrid af Belgien
Prinsesse Astrid af Belgien (fulde navn: Astrid Joséphine-Charlotte Fabrizia Elisabeth Paola Marie) (født 5. juni 1962) er datter af kong Albert 2. af Belgien. Gennem sit ægteskab er hun også Ærkehertuginde af Østrig-Este og Hertuginde af Modena. Hun er desuden tipoldebarn af Frederik 8. af Danmark.

## Ægteskab og børn
Hun blev gift i Bruxelles den 22. september 1984 med Lorenz af Østrig-Este og har fået fem børn med denne:
1. Amedeo af Østrig-Este (1986-)
2. Maria Laura af Østrig-Este (1988-)
3. Joachim af Østrig-Este (1991-)
4. Luisa Maria af Østrig-Este (1995-)
5. Laetitia Maria af Østrig-Este (2003-)